# Janet Currie
Janet Currie – ekonomistka kanadyjska, profesor ekonomii i dyrektorka jednego z programów badawczych Uniwersytetu w Princeton, oraz pracowniczka naukowa NBER i IZA.
Zajmuje się głównie empiryczną mikroekonomią pracy, oświaty, zdrowia i rodziny.

## Życiorys

### Wczesne życie i wykształcenie
Dorastała w Ottawie. Studiowała ekonomię na Uniwersytecie w Toronto (B.A. 1982, M.A. 1983) i Uniwersytecie w Princeton (Ph.D. 1988).
Wyszła za mąż za ekonomistę Columbii, W. Bentleya MacLeoda, i ma z nim dwójkę dzieci.

### Praca i dalsze życie
Po studiach pracowała m.in. na UCLA, MIT, i Uniwersytecie Columbia. Od 2011 pracuje na Princeton i jest pracowniczką naukową NBER oraz IZA.
Jej publikacje i badania dotyczyły m.in. polityki społecznej, wsparcia przedszkolnego (w szczególności Head Start), i ubezpieczeń zdrowotnych Medicaid. Jedna z jej prac oszacowywała, że zmniejszenie ruchu ulicznego w Pensylwanii i New Jersey, i co za tym idzie – zanieczyszczeń powietrza, spowodowało znaczącą poprawę zdrowia niemowląt.
Zasiadała w redakcjach czasopism naukowych, m.in. Science. W kadencji 2010 była wiceprzewodniczącą Amerykańskiego Towarzystwa Ekonomicznego. Nosi tytuł Fellow Amerykańskiej Akademii Sztuk i Nauk oraz Econometric Society. Otrzymała doktoraty honoris causa Uniwersytetu Zuryskiego i Université Jean Moulin Lyon 3.